# Carlos Alfredo Cabezas Mendoza
Carlos Alfredo Cabezas Mendoza (ur. 26 stycznia 1966 w Niquitao) – wenezuelski duchowny rzymskokatolicki, w latach 2016–2022 biskup Punto Fijo, biskup Ciudad Guayana od 2023.

## Życiorys
Święcenia kapłańskie przyjął 10 czerwca 1990 i został inkardynowany do diecezji Trujillo. Był m.in. diecezjalnym duszpasterzem młodzieży, wykładowcą seminarium i instytutu teologicznego, a także wikariuszem biskupim ds. duszpasterskich oraz ds. duchowieństwa.
4 czerwca 2016 otrzymał nominację na biskupa Punto Fijo. Sakry biskupiej udzielił mu 6 sierpnia 2016 bp Cástor Oswaldo Azuaje Pérez.
8 grudnia 2022 został mianowany biskupem ordynariuszem diecezji Ciudad Guayana.